# Seaforth Highlanders
Seaforth Highlanders – historyczny regiment British Army. W zależności od okresu składał się z dwóch do siedemnastu batalionów. Obecnie wchodzi w skład Highlanderów.

Górale prowadzeni przez muzyka podczas natarcia w "Operacji Epsom".